# Neognophomyia hirsuta
Neognophomyia hirsuta is een tweevleugelige uit de familie steltmuggen (Limoniidae). De soort komt voor in het Neotropisch gebied.